# 何でもカットマン〜断面からみる驚異の世界〜
『何でもカットマン〜断面から見る驚異の世界〜』（原題：SLICED）は、アメリカ合衆国のテレビ番組。パウダーハウス・プロダクションズ製作。2010年4月22日から同年6月29日までヒストリーで放送。日本ではヒストリーチャンネルで放送。

## 概要
案内役のジョン・マッカルモントが、ツールの専門家バド・ケリー（声 - 嵜本正和）とともに世界一頑丈な電動工具を掴み、様々な物を真っ二つに切断してその内部を検証するというもの。

## 番組の見所
- 様々な物体（消防車、酒場のジュークボックス、特殊装甲車、スパイの車など）の特殊機能などの秘密を暴くために、それらを頑丈なチェーンソーなどで切断して内部を調べるというもの。
- 切断する際の決め台詞は「切断して調べよう」。